# Paraheminodus laticephalus
Paraheminodus laticephalus is een straalvinnige vissensoort uit de familie van de pantserponen (Peristediidae). De wetenschappelijke naam van de soort is voor het eerst geldig gepubliceerd in 1952 door Kamohara.